# Hermann Küttner

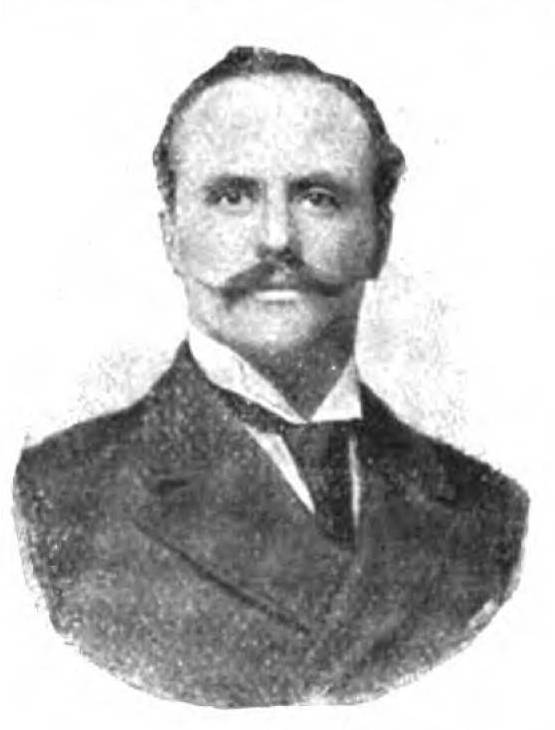
Hermann Küttner (ca. 1899)

Hermann Küttner (* 10. Oktober 1870 in Berlin; † 10. Oktober 1932 in München) war ein deutscher Chirurg und Hochschullehrer.

## Leben
Hermann Küttner war ein Sohn des Rittergutsbesitzers Otto Küttner auf Eichwerder bei Soldin in der Neumark. Nach dem Besuch der Gymnasien in Waldenburg/Schlesien, Berlin und Hameln begann er mit dem Studium der Medizin an der Eberhard Karls Universität Tübingen. 1889 wurde er im Corps Suevia Tübingen aktiv. Als Inaktiver wechselte er an die Friedrich-Alexander-Universität Erlangen und die Christian-Albrechts-Universität zu Kiel. 1894 wurde er in Tübingen zum Dr. med. promoviert. Seine ärztliche Weiterbildung erhielt er zunächst in Anatomie bei Heinrich Wilhelm Waldeyer, dann in Chirurgie bei Paul von Bruns. 1897 habilitierte er sich in Tübingen in Chirurgie. 1900 wurde er in Tübingen zum a.o. Professor für Chirurgie ernannt. 1904 wechselte er an die Philipps-Universität Marburg, die ihn 1906 als o. Professor berief. Friedrich Althoff holte ihn 1907 nach Berlin, um ihm die Nachfolge von Carl Garrè in Breslau anzutragen. Küttner folgte dem Ruf der Schlesischen Friedrich-Wilhelms-Universität auf ihren Lehrstuhl für Chirurgie. Nach kurzer Herzkrankheit starb er mit 62 Jahren. In seinem Nachruf auf Küttner schrieb Erwin Payr:

„So wurde Küttner zu einem der führenden Männer unseres Faches. Er war einer der redegewandtesten Vortragenden und eine der sympathischsten Erscheinungen des deutschen Chirurgenkongresses.“

### Klinik und Forschung
Küttner befasste sich wissenschaftlich mit der Erforschung der Lymphbahnen des Zwerchfells, mit der Gefäßchirurgie und mit der Transplantation von Geweben frisch Verstorbener. Er galt als glänzender Operateur. Er entwickelte verschiedene neue Operationsverfahren. 1914 organisierte er zusammen mit William Stewart Halsted von der Johns Hopkins University den ersten internationalen Austausch in der chirurgischen Ausbildung. In seinen Publikationen beschäftigte er sich mit chirurgischen Erkrankungen im Bereich des Hirn- und Gesichtsschädels. Als Chirurg leistete er Otfried Foerster Hilfestellung bei der Begründung der Neurochirurgie. Als Delegierter des Deutschen Roten Kreuzes führte er im Türkisch-Griechischen Krieg, im Zweiten Burenkrieg und beim Boxeraufstand die Röntgendiagnostik in die Kriegschirurgie ein. 1927 war er Präsident der Deutschen Gesellschaft für Chirurgie. Er ist der Namensgeber für den Küttner-Tumor der Speicheldrüse. Mit seinem Freund August Borchard gründete er 1913 die Südostdeutsche Chirurgenvereinigung.

### Ehrungen
- Geheimer Medizinalrat[1]
- Marine-Obergeneralarzt 1920[5]

## Schriften (Auswahl)
- Unter dem Deutschen Roten Kreuz im südafrikanischen Kriege, 1900.
- Kriegschirurgische Erfahrungen aus dem Südafrikanischen Kriege 1899/1900, 1900.
- Die sakrale Vorlagerungsmethode beim hochsitzenden Rektumkarzinom. In: Deutsche medizinische Wochenschrift. Band 36, 1910, S. 606 ff.
- Der Breslauer Universität zum hundertjährigen Jubiläum, 1911.
- Die Entwicklung der Chirurgie in: Philipp Zorn, Herbert von Berger (Schriftleitung): Deutschland unter Kaiser Wilhelm II. Hrsg. von Siegfried Körte, Friedrich Wilhelm von Loebell u. a. 3 Bände. R. Hobbing, Berlin 1914.
- Deutsche Chirurgie, Band 25, Teil 1, 1913
- mit Felix Landois: Die Chirurgie der quergestreiften Muskulatur, 1913.
- mit Erwin Payr: Ergebnisse der Chirurgie und Orthopädie, Neunter Band, 1916.
- mit Hans-Albert Dege, Eduard Melchior, August Borchard und Paul von Bruns: Verletzungen des Gehirns – Verletzungen der Gefäße und Nerven der Schädelhöhle, Bd. 2, 1916.
- Exstirpation einer steinhaltigen hydropischen Gallenblase, 1925.